# Sofia Albertina kyrka
Sofia Albertina kyrka är en kyrkobyggnad i centrala Landskrona, mitt emot stadshuset. Den tillhör Landskrona församling i Lunds stift.

## Kyrkobyggnaden
Kyrkan påbörjades 1754 och ritades av Carl Hårleman. 1788 invigdes kyrkan med namnet Sofia Albertina kyrka, ett namn den fick efter Gustav III:s syster Sofia Albertina. Kyrkan ersatte en 1400-talskyrka som hette Johannes Döparens kyrka, som brann ner 1723. Under ett antal årtionden därefter hade staden bara ett temporärt träkapell på platsen där dagens Johannes Döparens katolska kyrka ligger. Staden var utan kyrka under flera årtionden innan Sofia Albertina stod klar och använde det temporära träkapellet under tiden. I norra tornet finns sedan 1967 ett klockspel med 43 klockor samt två svängande klockor. I södra tornet finns det två svängande klockor. Kyrkan anses ovanlig på så vis att den har två torn utan att vara biskopssäte och domkyrka.

## Glasmålningar
I huvudskeppet finns sex glasmålningar av Martin Emond över Barndomen, Ungdomen och Mannaåldern på södra sidan och Lidandet, Döden och Evigheten på den norra. I korsarmarna finns fönster med målningar av Hugo Gehlin. Norra sidans korfönster har en målning av Erik Ohlson och södra sidans korfönster en efter en skiss av Emil Johansson-Thor. 

## Inventarier
Dopfunten är från 1100-talet och har stått som fontän i en privatfamiljs trädgård innan man insåg vad det var. Ljuskronorna är från den gamla kyrkan och tillverkade på 1600-talet. Predikstolen och orgelfasaden är från 1800-talet. På predikstolens pulpet finns de fyra hebreiska bokstäverna JHWH, dvs. gudsnamnet på Bibelns originalspråk och som på svenska uttalas Jahvé eller Jehová. Altartavlan är målad av Carl Bloch 1884 och föreställer Kristus, tröstaren. Ovanför altartavlan finns Guds namn JHWH på hebreiska. Glasmålningarna i kyrkan är från 1900-talet. I ett korfönster, gjort av Halmstadgruppens Erik Olson, syns även de hebreiska bokstäverna JHWH. På en gravsten från 1731 syns också Guds namn JHWH. År 1980 fick kyrkan invändigt en ny färgsättning i vitt och guld.
Kyrkan har även ett votivskepp skänkt av Fredrik Wirth i slutet av 1800 samt ett som byggts av skeppsbyggmästaren Frans Gustafsson i Råå, en modell av barken Akerhielm.

## Orgeln
- 1832 byggde Pehr Zacharias Strand, Stockholm en orgel med 21 stämmor.
- 1904 byggde Åkerman & Lund, Stockholm en orgel med 25 stämmor.
- Den nuvarande orgeln på västra läktaren är byggd 1959 av D A Flentrop Orgelbouw, Zaandam, Nederländerna. Orgeln är mekanisk och pedalens registratur är elektropneumatisk, den har också fria kombinationer för pedalen. Fasaden är från 1832 års orgel. Den har 53 stämmor och 7 koppel på 4 manualer och pedal med följande disposition:

| Ryggpositiv I              | Huvudverk II          | Bröstverk III        | Svällverk IV           | Pedal                  | Koppel |
| Gedakt 8′                  | Kvintadena 16′        | Gedakt 8′            | Borduna 16′            | Principal 16′          | I/P    |
| Kvintadena 8′              | Principal 8′          | Gedaktpommer 4′      | Italiensk Principal 8′ | Subbas 16′             | II/P   |
| Principal 4′               | Gedakt 8′             | Principal 2′         | Gemshorn 8′            | Oktava 8′              | IV/P   |
| Flöjt 4′                   | Oktava 4′             | Flöjt 2′             | Gedakt 8′              | Gedakt 8′              | I/II   |
| Gemshorn 2′                | Rörflöjt 4′           | Träcymbel 2 kor 1/4′ | Salicional 8′          | Oktava 4′              | III/II |
| Kvinta 1 1/3′              | Kvinta 2 2/3′         | Vox Humana 8′        | Celeste 8′             | Spetsgedakt 4′         | IV/II  |
| Sesquialterea 2 kor 2 2/3′ | Oktava 2′             | Tremulant            | Oktava 4′              | Rörflöjt 2′            |        |
| Scharff 4 kor 1′           | Cornette 5 kor 8′     |                      | Flöjt 4′               | Nachhorn 1′            |        |
| Regal 8′                   | Mixtur 4-5 kor 1 1/3′ |                      | Nasat 2 2/3′           | Rauskvint 4 kor 2 2/3′ |        |
| Tremulant                  | Cymbel 3 kor 1/2′     |                      | Flageolett 2′          | Mixtur 6 kor 1 1/3′    |        |
|                            | Trumpet 8′            |                      | Mixtur 5-7 kor 2′      | Trumpet 16′            |        |
|                            |                       |                      | Dulcian 16′            | Trumpet 8′             |        |
|                            |                       |                      | Oboe 8′                | Skalmeja 4′            |        |
|                            |                       |                      | Crescendosvällare      | Cornette 2′            |        |

### Kororgel
- Den nuvarande kororgeln byggdes 1975 av A. Mårtenssons Orgelfabrik AB, Lund och är en mekanisk orgel.

| Manual       |
| Gedackt 8'   |
| Rörpommer 4' |
| Principal 2' |
| Gemshorn 2'  |
| Nasat 1 1/3' |

## Bilder

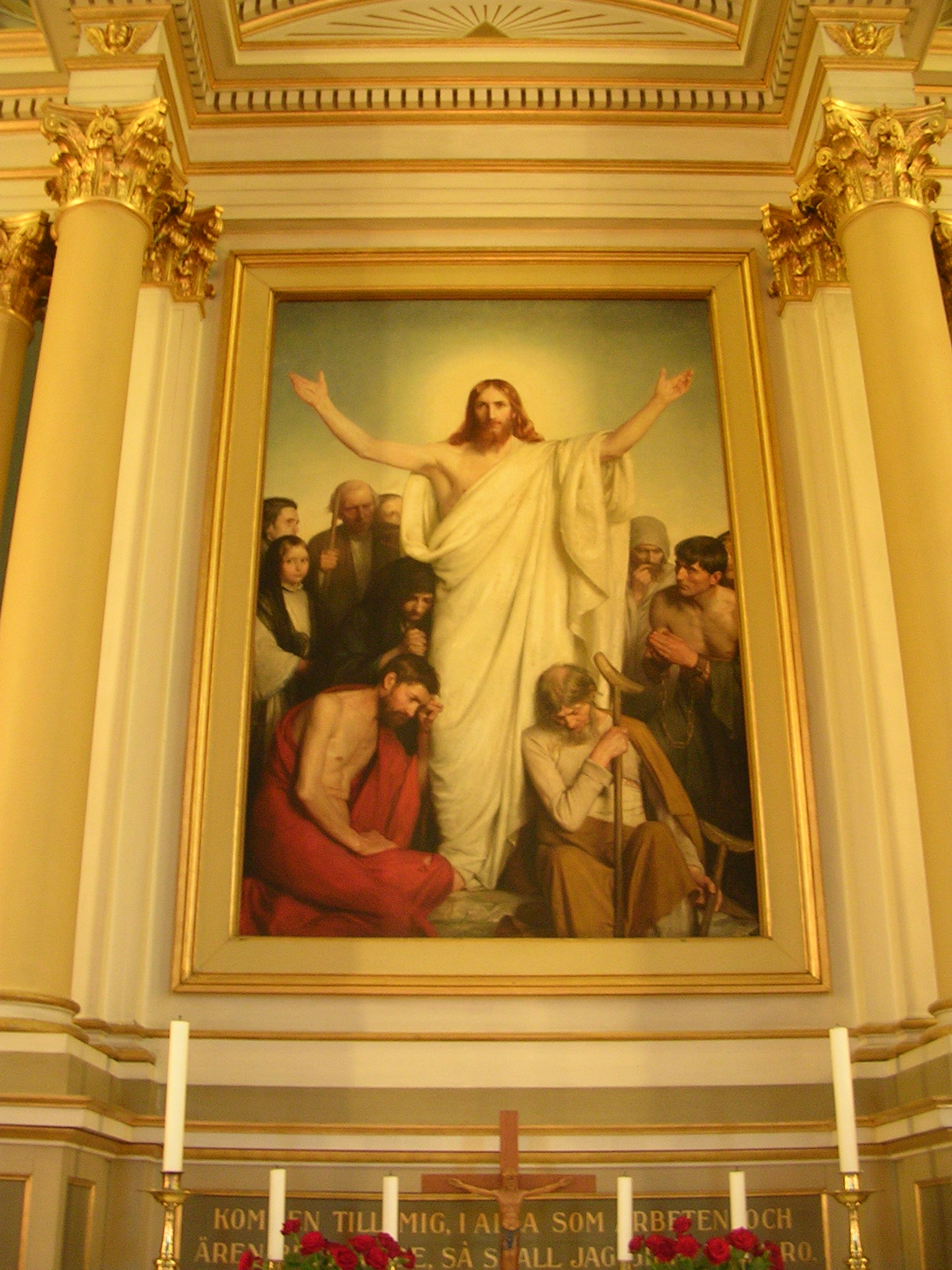
Altartavlan
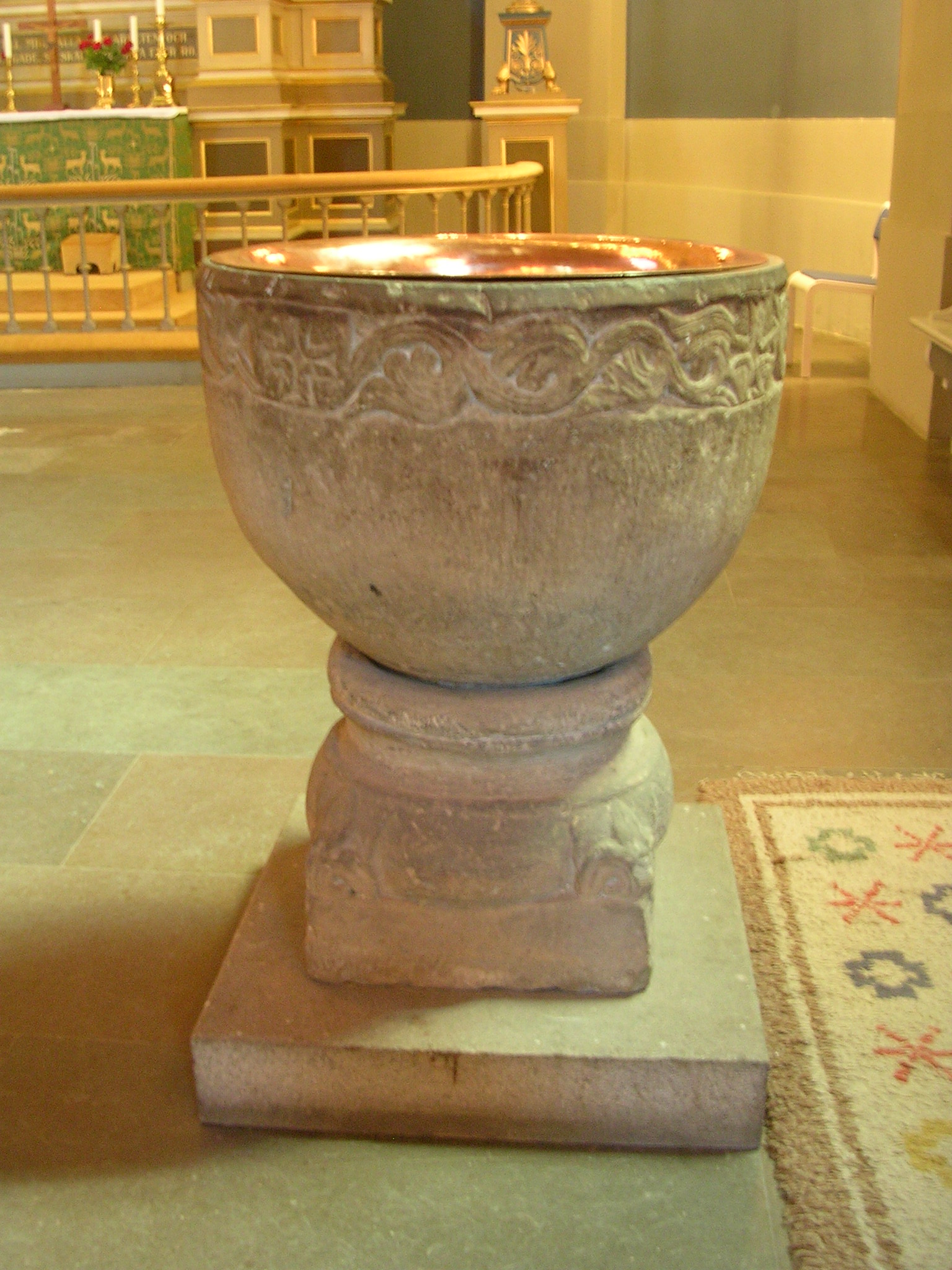
Dopfunten
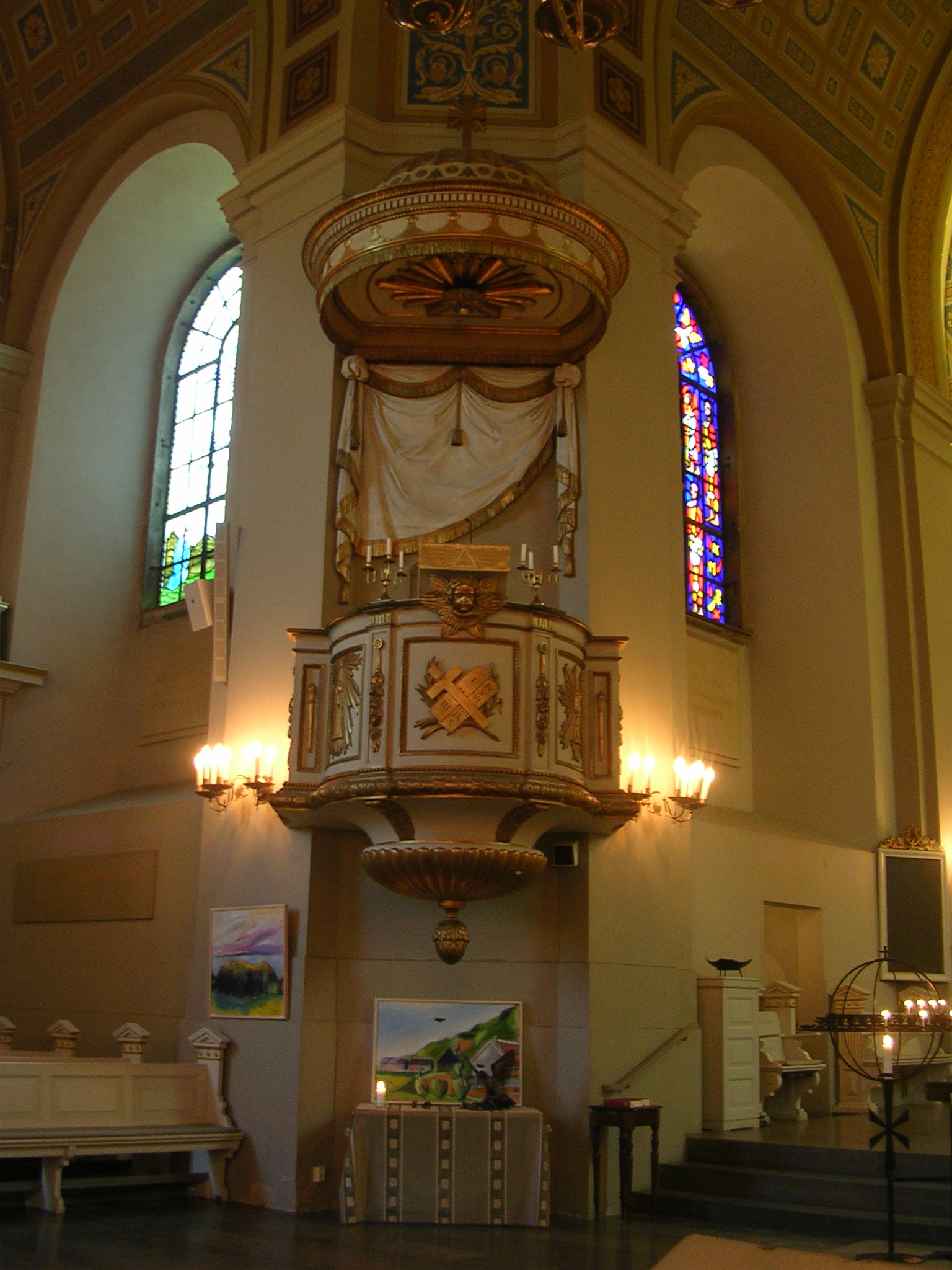
Predikstolen
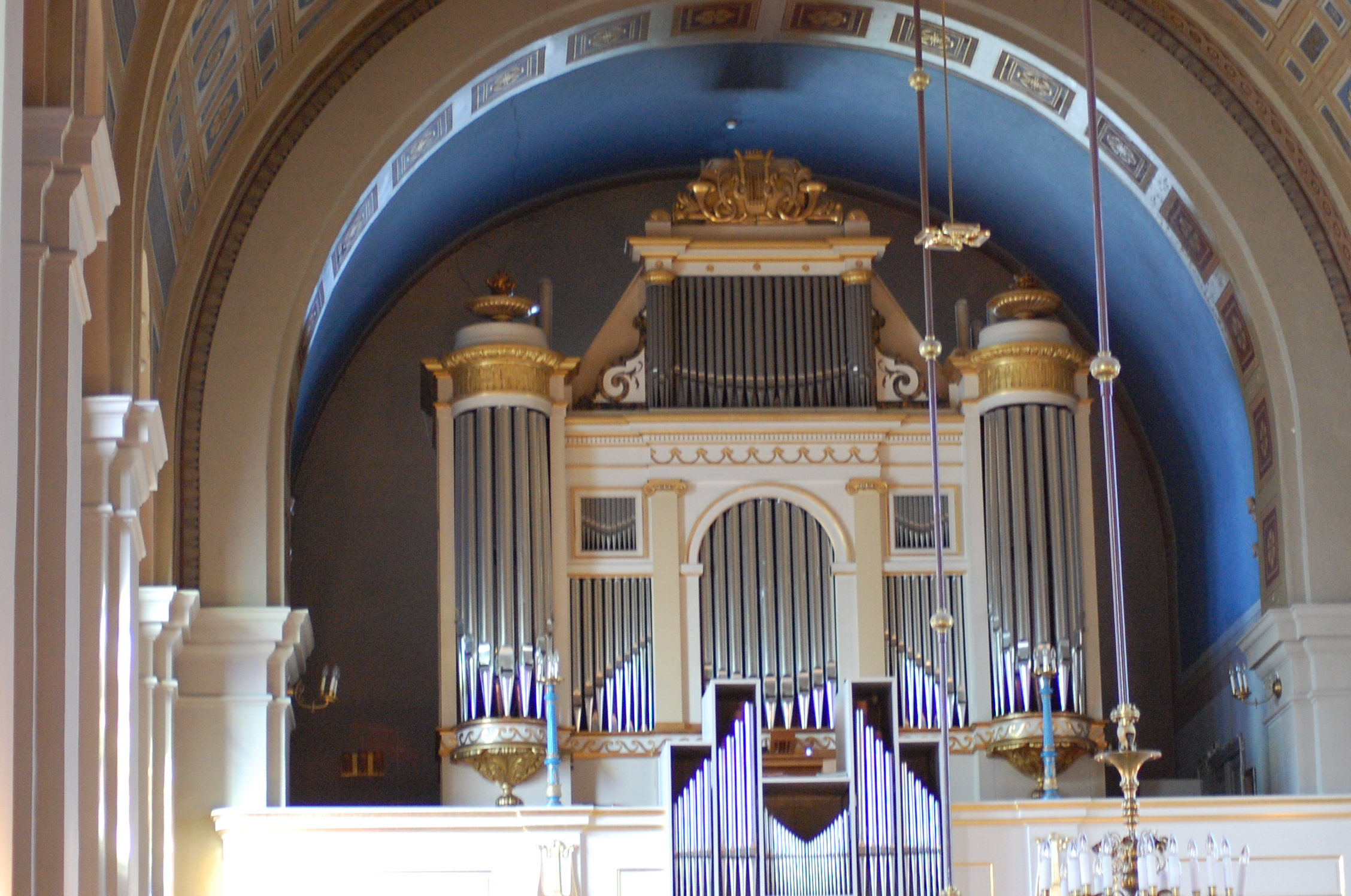
Orgeln
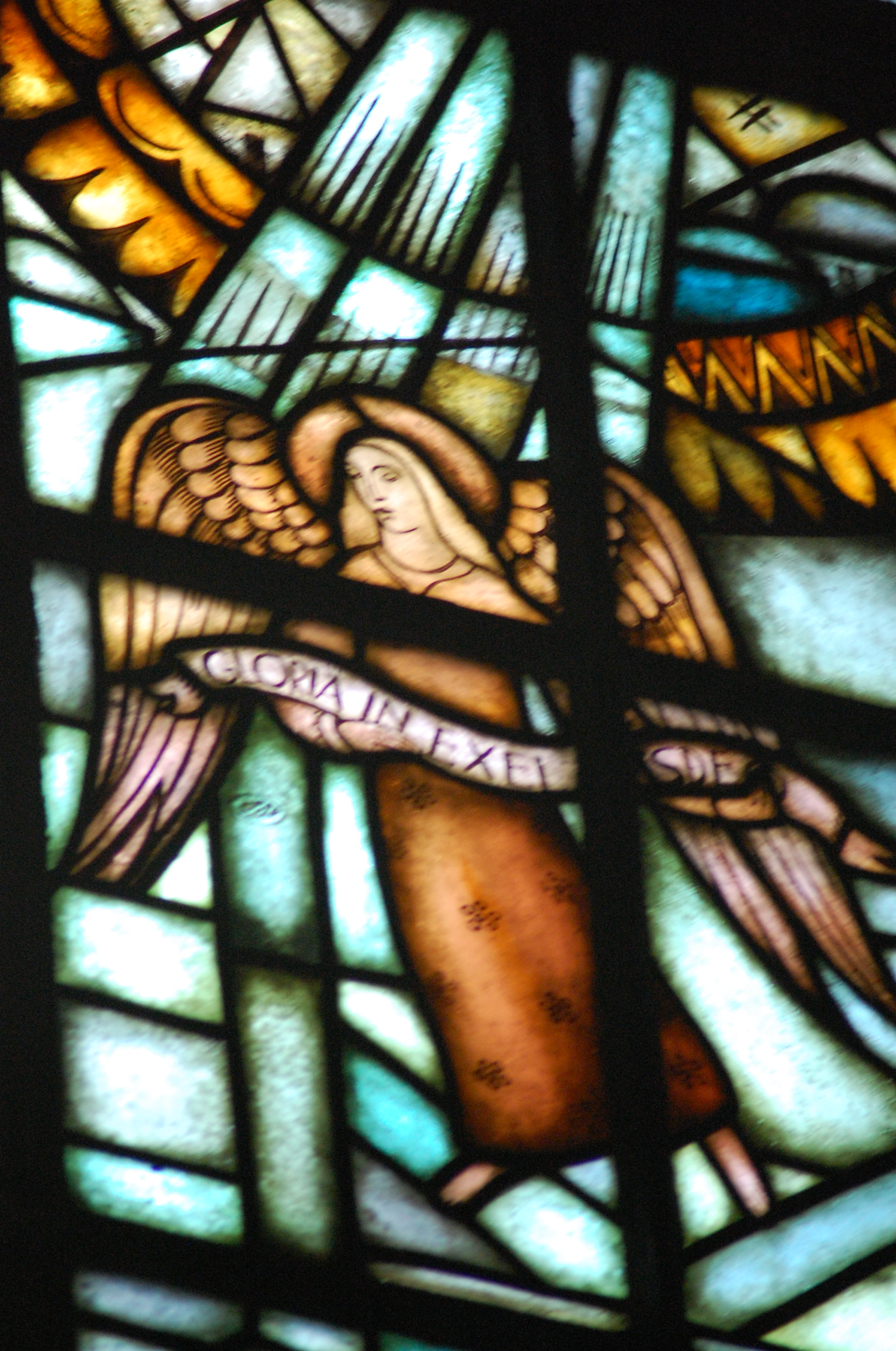
Glasmålning
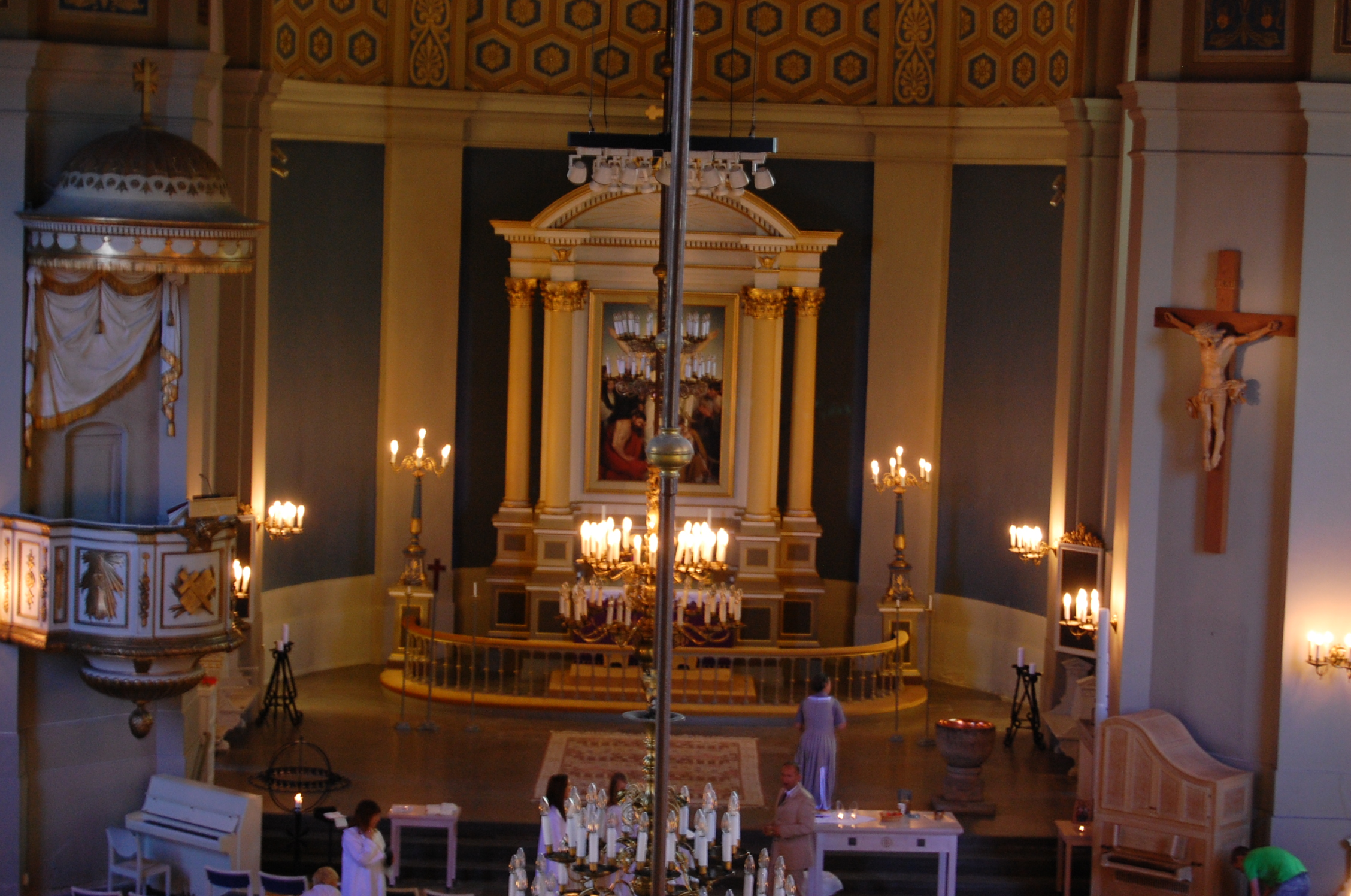
Koret
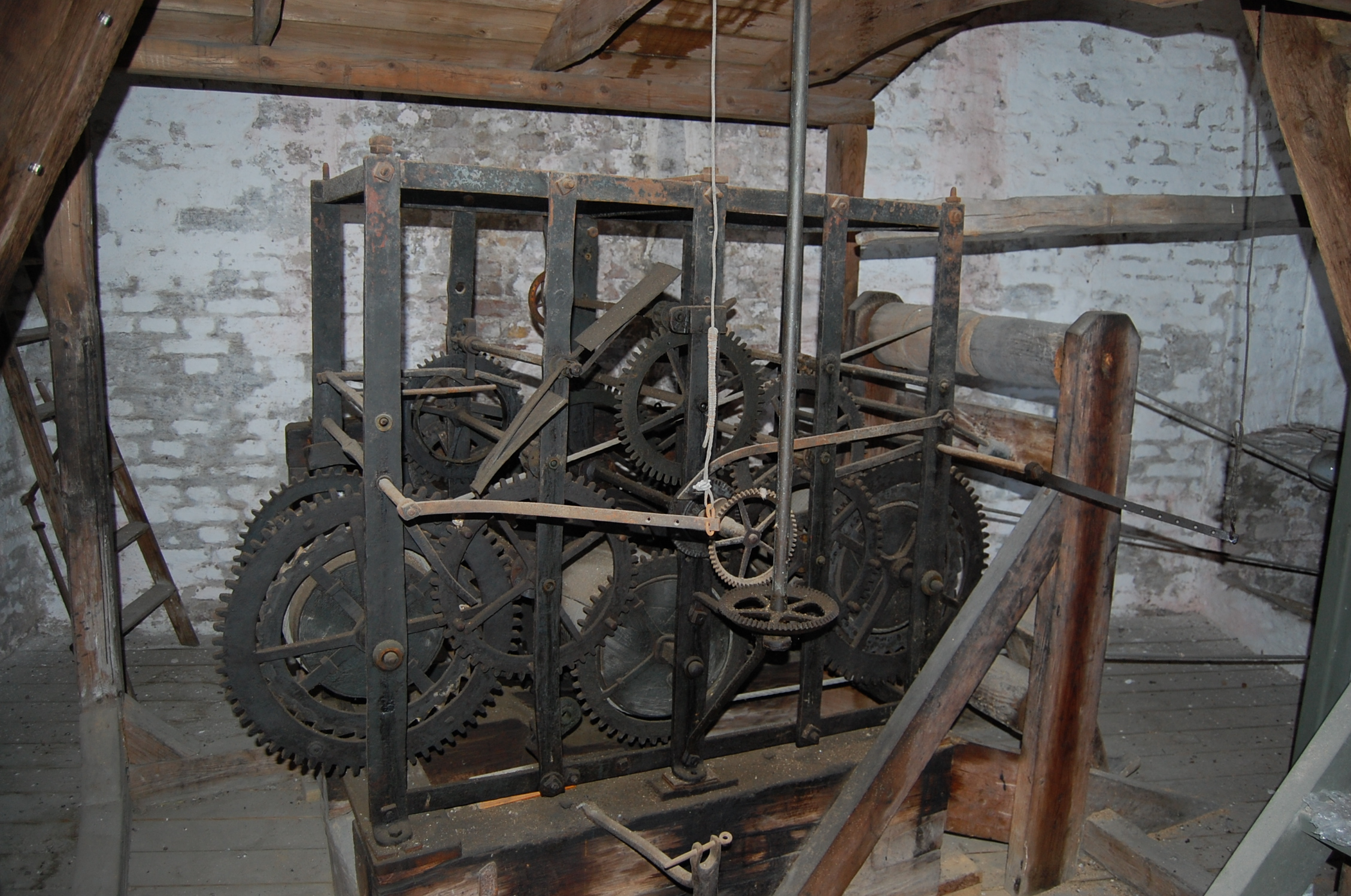
Urverk till tornuren från 1816.
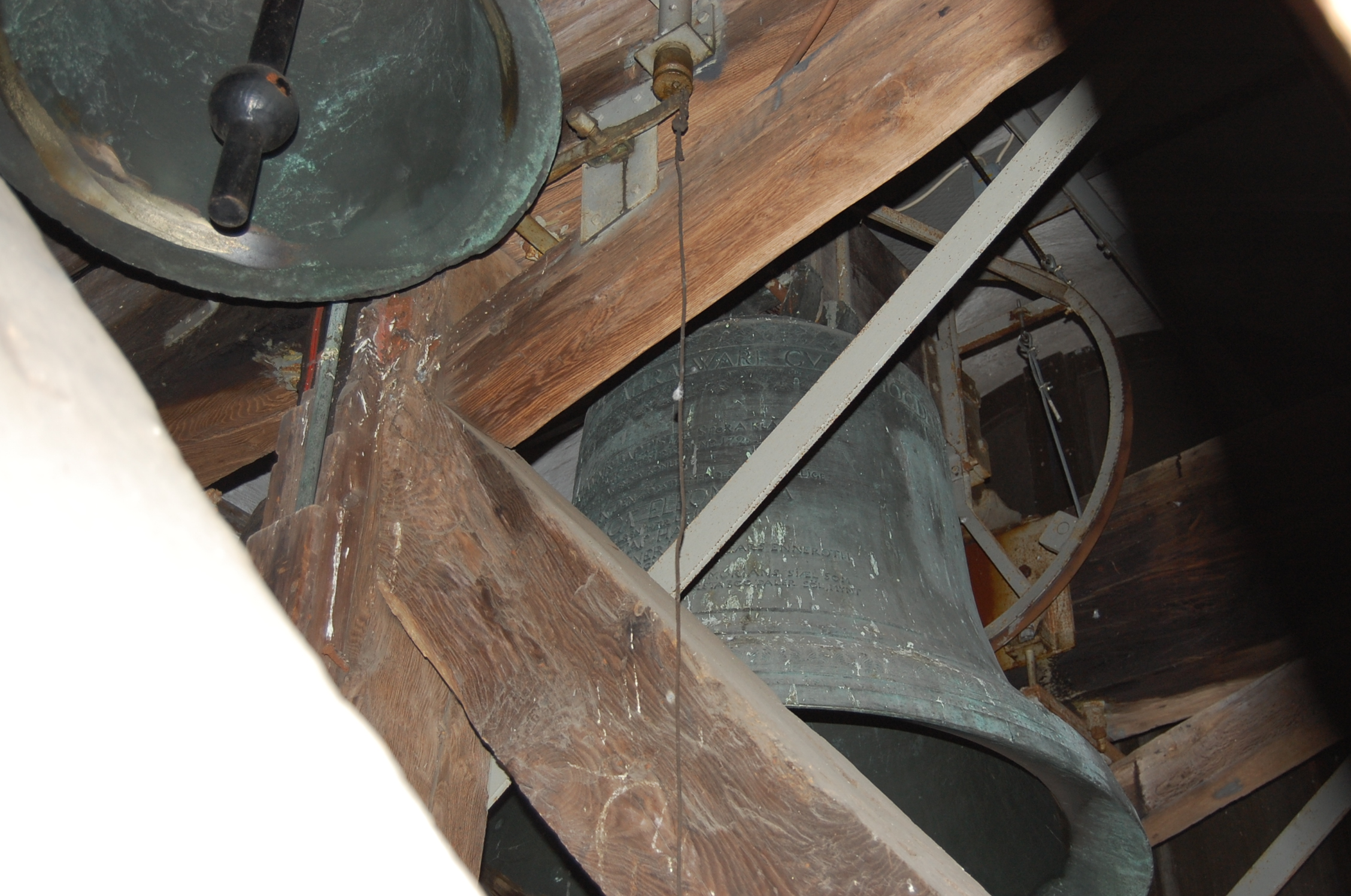
Klockorna i Södra tornet.